# Rosmalen Open 2024 - Doppio femminile
Il doppio femminile del torneo di tennis professionistico Rosmalen Open 2024, facente parte della categoria WTA 250 nell'ambito dell'WTA Tour 2024, si gioca all' Autotron park di Rosmalen, nei Paesi Bassi, dal 10 al 16 giugno 2024. Shūko Aoyama e Ena Shibahara erano le detentrici del titolo, ma Shibahara ha deciso di partecipare nel concomitante torneo di Nottingham. Aoyama ha fatto coppia con Aldila Sutjiadi, ma sono state sconfitte nei quarti di finale da Suzan Lamens e Eva Vedder.
In finale Ingrid Neel e Bibiane Schoofs hanno sconfitto Tereza Mihalíková e Olivia Nicholls con il punteggio di 7-6(6), 6-3.

## Teste di serie
1. Jessica Pegula /  Demi Schuurs (primo turno)
2. Shūko Aoyama /  Aldila Sutjiadi (quarti di finale)

1. Eri Hozumi /  Makoto Ninomiya (primo turno)
2. Ekaterina Aleksandrova /  Veronika Kudermetova (ritirate)

## Wildcard
1. Isabelle Haverlag /  Michaëlla Krajicek (primo turno)

1. Suzan Lamens /  Eva Vedder (semifinale)

## Alternate
1. Bai Zhuoxuan /  Yuan Yue (primo turno)

## Tabellone

### Legenda
| - Q = Qualificato - WC = Wild card - LL = Lucky loser | - ALT = Alternate - SE = Special Exempt - PR = Protected Ranking | - w/o = Walkover - r = Ritirato - d = Squalificato |

|  | Primo turno | Primo turno                  | Primo turno                  | Primo turno | Primo turno |  |  | Quarti di finale | Quarti di finale         | Quarti di finale         | Quarti di finale      | Quarti di finale  |   |   | Semifinale | Semifinale                  | Semifinale                  | Semifinale                        | Semifinale                        |   |   | Finale | Finale | Finale | Finale | Finale |  |
|  |             |                              |                              |             |             |  |  |                  |                          |                          |                       |                   |   |   |            |                             |                             |                                   |                                   |   |   |        |        |        |        |        |  |
|  | 1           | J Pegula D Schuurs           | 3                            | 6           | [8]         |  |  |                  |                          |                          |                       |                   |   |   |            |                             |                             |                                   |                                   |   |   |        |        |        |        |        |  |
|  |             | M Kolodziejová A Sisková     | 6                            | 4           | [10]        |  |  |                  | M Kolodziejová A Sisková | M Kolodziejová A Sisková | 64                    | 4                 |   |   |            |                             |                             |                                   |                                   |   |   |        |        |        |        |        |  |
|  |             | I Neel B Schoofs             | I Neel B Schoofs             | 6           | 6           |  |  |                  | I Neel B Schoofs         | I Neel B Schoofs         | 7                     | 6                 |   |   |            |                             |                             |                                   |                                   |   |   |        |        |        |        |        |  |
|  |             | E Lechemia K Zimmermann      | E Lechemia K Zimmermann      | 2           | 1           |  |  |                  |                          |                          |                       |                   |   |   |            | I Neel B Schoofs            | 6                           | 3                                 |                                   |   |   |        |        |        |        |        |  |
|  | 3           | E Hozumi M Ninomiya          | E Hozumi M Ninomiya          | 1           | 63          |  |  |                  |                          |                          | L Samsonova D Šnajder | 4                 | 1 | r |            |                             |                             |                                   |                                   |   |   |        |        |        |        |        |  |
|  |             | M Linette A Rus              | M Linette A Rus              | 6           | 7           |  |  |                  | M Linette A Rus          | M Linette A Rus          | 1                     | 4                 |   |   |            |                             |                             |                                   |                                   |   |   |        |        |        |        |        |  |
|  |             | A Blinkova I Gamarra Martins | A Blinkova I Gamarra Martins | 3           | 3           |  |  |                  | L Samsonova D Šnajder    | L Samsonova D Šnajder    | 6                     | 6                 |   |   |            |                             |                             |                                   |                                   |   |   |        |        |        |        |        |  |
|  |             | L Samsonova D Šnajder        | L Samsonova D Šnajder        | 6           | 6           |  |  |                  |                          |                          |                       |                   |   |   |            | Ingrid Neel Bibiane Schoofs | Ingrid Neel Bibiane Schoofs | 7                                 | 6                                 |   |   |        |        |        |        |        |  |
|  |             | A Danilina Y Xu              | 1                            | 6           | [5]         |  |  |                  |                          |                          |                       |                   |   |   |            |                             |                             | Tereza Mihalíková Olivia Nicholls | Tereza Mihalíková Olivia Nicholls | 6 | 3 |        |        |        |        |        |  |
|  |             | T Mihalíková O Nicholls      | 6                            | 3           | [10]        |  |  |                  | T Mihalíková O Nicholls  | T Mihalíková O Nicholls  | 6                     | 6                 |   |   |            |                             |                             |                                   |                                   |   |   |        |        |        |        |        |  |
|  |             | O Kalašnikova J Sizikova     | O Kalašnikova J Sizikova     | 6           | 6           |  |  |                  | O Kalašnikova J Sizikova | O Kalašnikova J Sizikova | 0                     | 3                 |   |   |            |                             |                             |                                   |                                   |   |   |        |        |        |        |        |  |
|  | Alt         | Z Bai Y Yuan                 | Z Bai Y Yuan                 | 2           | 2           |  |  |                  |                          |                          |                       |                   |   |   |            | T Mihalíková O Nicholls     | T Mihalíková O Nicholls     | 6                                 | 6                                 |   |   |        |        |        |        |        |  |
|  | WC          | S Lamens E Vedder            | S Lamens E Vedder            | 6           | 6           |  |  |                  |                          | WC                       | S Lamens E Vedder     | S Lamens E Vedder | 1 | 3 |            |                             |                             |                                   |                                   |   |   |        |        |        |        |        |  |
|  |             | V Hrunčáková I Chromačëva    | V Hrunčáková I Chromačëva    | 4           | 2           |  |  | WC               | S Lamens E Vedder        | S Lamens E Vedder        | 6                     | 7                 |   |   |            |                             |                             |                                   |                                   |   |   |        |        |        |        |        |  |
|  | WC          | I Haverlag M Krajicek        | I Haverlag M Krajicek        | 5           | 1           |  |  | 2                | S Aoyama A Sutjiadi      | S Aoyama A Sutjiadi      | 3                     | 60                |   |   |            |                             |                             |                                   |                                   |   |   |        |        |        |        |        |  |
|  | 2           | S Aoyama A Sutjiadi          | S Aoyama A Sutjiadi          | 7           | 6           |  |  |                  |                          |                          |                       |                   |   |   |            |                             |                             |                                   |                                   |   |   |        |        |        |        |        |  |